# قارچ ناف‌دار کبود
قارچ ناف‌دار کبود (نام علمی: Arrhenia chlorocyanea) نام یک گونه از تیره قارچ‌های کرکی‌لبه است.